# Lysimachia longipedicellata
Lysimachia longipedicellata là một loài thực vật có hoa trong họ Anh thảo. Loài này được (Lunell) Hand.-Mazz. mô tả khoa học đầu tiên năm 1928.